# Montgomery County (Arkansas)
Das Montgomery County ist ein County im US-Bundesstaat Arkansas. Der Verwaltungssitz (County Seat) ist Mount Ida. Das County gehört zu den Dry Countys, was bedeutet, dass der Verkauf von Alkohol eingeschränkt oder verboten ist.

## Geographie
Das County liegt im Westen von Arkansas, ist im Westen etwa 60 km von Oklahoma entfernt und hat eine Fläche von 2073 Quadratkilometern, wovon 50 Quadratkilometer Wasserfläche sind. Es grenzt an folgende Countys:
| Scott County | Yell County |                                 |
| Polk County  |             | Garland County                  |
|              | Pike County | Hot Spring County, Clark County |

## Geschichte

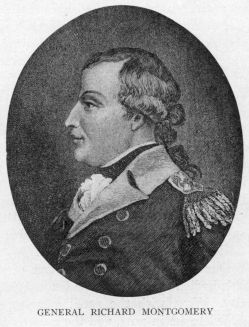
Richard Montgomery

Das Montgomery County wurde am 9. Dezember 1842 aus Teilen des Hot Spring County gebildet. Benannt wurde es nach Richard Montgomery (1738–1775), einem General im Amerikanischen Unabhängigkeitskrieg.
Von 1842 bis 1850 war Montgomery Sitz der Countyverwaltung. Im Juli 1850 wurde der Name in Salem geändert und im Oktober des gleichen Jahres in Mount Ida, nach dem gleichnamigen Postbüro. Die endgültigen Countygrenzen wurden erst 1925 festgelegt.
Um 1900 verloren viele Bergleute und Minengesellschaften auf der Suche nach Gold, Silber und Kupfer ihr Geld. 1904 wurde im Fisher Mountain eine Quarz-Mine entdeckt, die später erweitert wurde, da während des Zweiten Weltkriegs dies der passende Quarz für die Oszillatoren in der Radiokommunikation waren.
Während der Großen Depression (1929–1941) verließen viele Familien diese Gegend auf der Suche nach Arbeit.

## Demografische Daten
Nach der Volkszählung im Jahr 2010 lebten im Montgomery County 9487 Menschen in 3596 Haushalten. Die Bevölkerungsdichte betrug 5,3 Einwohner pro Quadratkilometer.
Ethnisch betrachtet setzte sich die Bevölkerung zusammen aus 94,4 Prozent Weißen, 0,2 Prozent Afroamerikanern, 0,8 Prozent amerikanischen Ureinwohnern, 0,5 Prozent Asiaten sowie aus anderen ethnischen Gruppen; 2,0 Prozent stammten von zwei oder mehr Ethnien ab. Unabhängig von der ethnischen Zugehörigkeit waren 3,8 Prozent der Bevölkerung spanischer oder lateinamerikanischer Abstammung.
In den 3596 Haushalten lebten statistisch je 2,52 Personen.
21,2 Prozent der Bevölkerung waren unter 18 Jahre alt, 57,3 Prozent waren zwischen 18 und 64 und 21,5 Prozent waren 65 Jahre oder älter. 50,9 Prozent der Bevölkerung war weiblich.
Das jährliche Durchschnittseinkommen eines Haushalts lag bei 32.238 USD. Das Prokopfeinkommen betrug 20.054 USD. 20,5 Prozent der Einwohner lebten unterhalb der Armutsgrenze.

## Kultur und Sehenswürdigkeiten

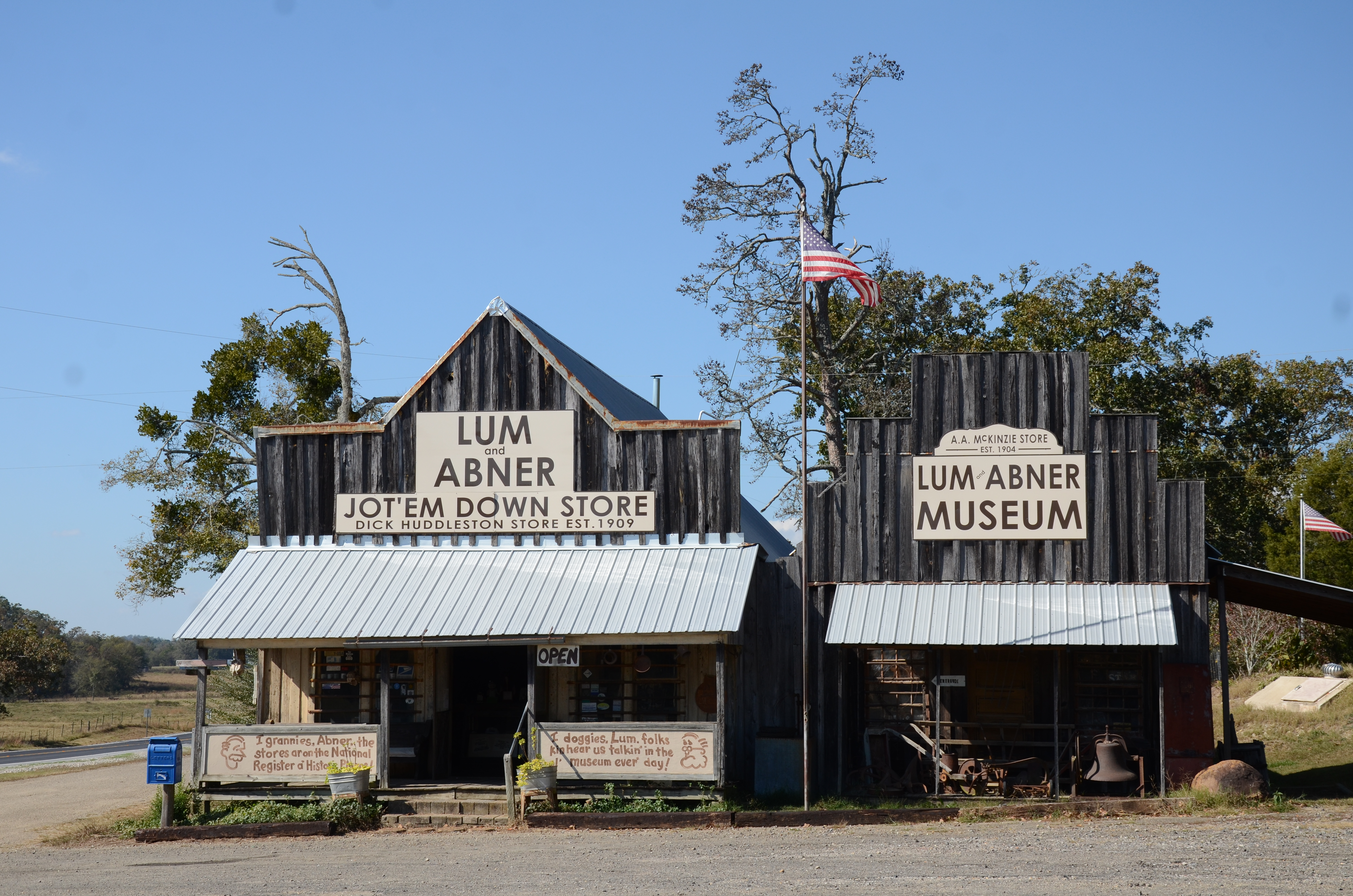
Der Huddleston Store and McKinzie Store (2016). Dieses historische Museum wurde im Oktober 1984 als zweites Objekt des County in das NRHP aufgenommen.

14 Bauwerke und historische Bezirke (Historic Districts) des Countys sind im National Register of Historic Places („Nationales Verzeichnis historischer Orte“; NRHP) eingetragen (Stand 28. Mai 2022), darunter zwei Desinfektionsbäder für Rinder, eine Tankstelle und das Gerichts- und Verwaltungsgebäude des County.

## Orte im Montgomery County
| Citys - Glenwood1 - Mount Ida | Towns - Black Springs - Norman - Oden |

Unincorporated Communitys
| - Caddo Gap - Fancy Hill - Hurricane Grove | - Pencil Bluff - Pine Ridge - Sims | - Story - Sulphur Springs - Whitetown |

1 – teilweise im Pike County

weitere Orte
- Alamo
- Albert
- Alf
- B B Junction
- Buckhorn
- Fannie
- Gaston
- Gibbs
- Hog Jaw
- Hopper
- Huddleston
- Joplin
- Liberty
- Manfred
- Mazarn
- Plata
- Ragtown
- Segur
- Silver
- Washita
- Welsh

Townships
- Big Fork Township
- Caddo Township
- Caney Township
- Center Township
- Gap Township
- Laverna Township
- Mazarn Township
- Parks Township
- Pencil Bluff Township
- Polk Township
- South Fork Township
- Sulphur Township
- Walnut Township
- Washita Township
- Womble Township